# Gempenach
Pour les articles homonymes, voir Champagny.
Gempenach (appelée en français Champagny ; Tsanpanyi  en patois fribourgeois) est une ancienne commune et une localité de la ville de Morat, dans le district fribourgeois du Lac, en Suisse.

## Géographie
Gempenach mesure 169 ha. 6,0 % de cette superficie correspond à des surfaces d'habitat ou d'infrastructure, 75,3 % à des surfaces agricoles et 18,7 % à des surfaces boisées.
Champagny est limitrophe de Morat, Ulmiz et Ried bei Kerzers ainsi que Ferenbalm dans le canton de Berne.

## Histoire
Le 1er janvier 2022, Gempenach fusionne avec la ville de Morat.

## Démographie
Gempenach comptait 306 habitants en 2021.
Le graphique suivant résume l'évolution de la population de Gempenach entre 1850 et 2008 :